# Pałac w Połczynie-Zdroju
Pałac w Połczynie-Zdroju – pałac znajdujący się w Połczynie-Zdroju, w województwie zachodniopomorskim. Znajduje się na wzgórzu ok. 100 m od placu Wolności.
Pierwotnie w miejscu pałacu stał zamek zbudowany przez księcia pomorskiego Bogusława IV pod koniec XIII w. Składał się z zamku właściwego na rzucie pięciokąta i przedzamcza. W XIV w. zamek przeszedł w ręce rodu Wedlów i Manteufflów, lenników książąt pomorskich. Od połowy XVII w. był w posiadaniu Brandenburgii i Prus. Wielokrotnie przebudowywany. W XVIII w. na miejscu zamku został wzniesiony pałac w stylu barokowym. Wrócił do Polski w 1945 roku.

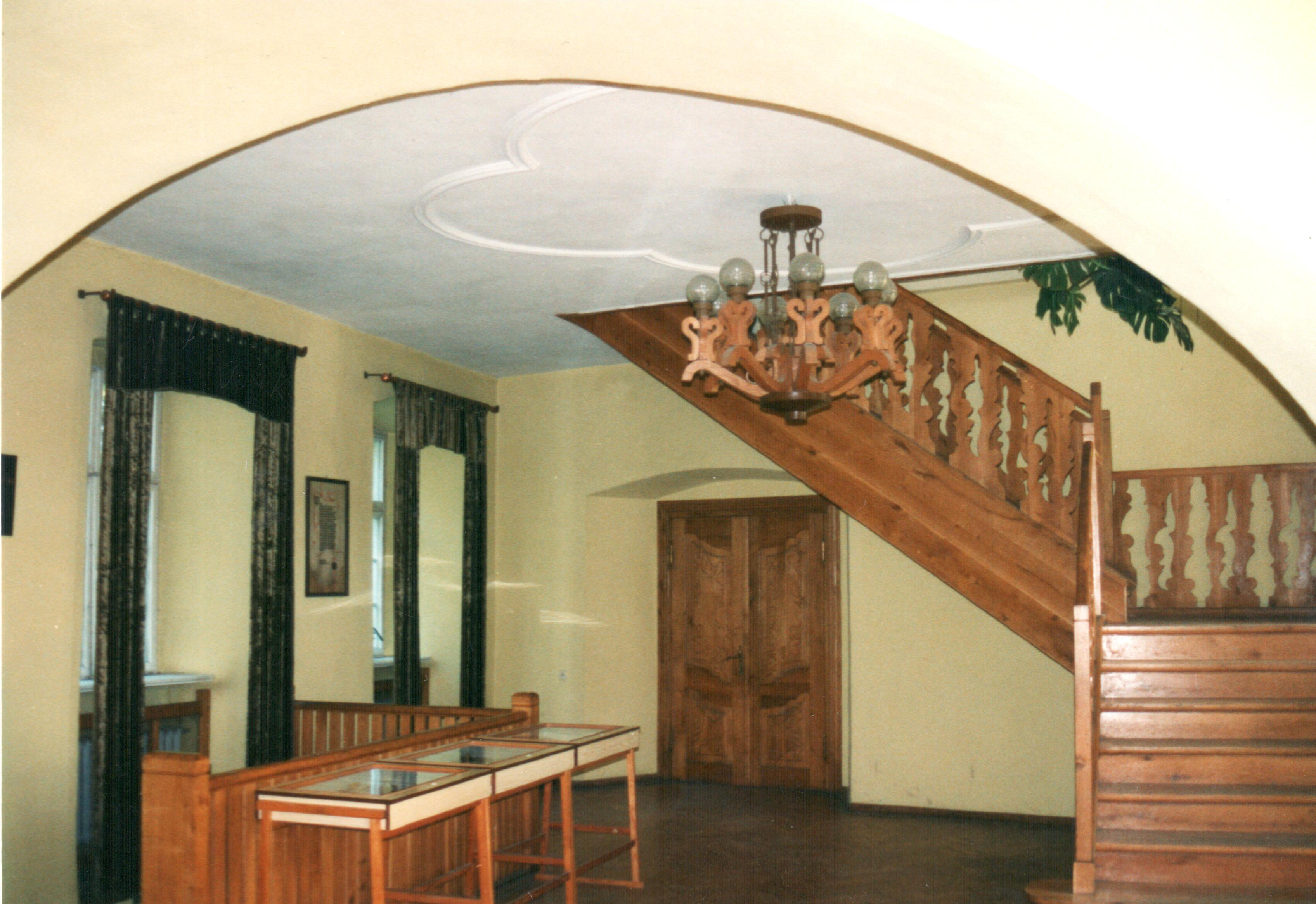
Wnętrze pałacu współcześnie

Piwnice budynku według najnowszych badań archeologicznych są datowane na XVI w., pozostały one prawdopodobnie po wieży obronnej o wymiarach 12,1×12,6 m. W późniejszym okresie budynek był wielokrotnie przebudowywany i obecnie składa się z dwóch piętrowych skrzydeł złączonych pod kątem prostym, utrzymanych w formach skromnego baroku. Elewacje są pozbawione dekoracji, jedynie wejście zachodnie jest zdobione skromnym barokowym portalem poprzedzonym schodami. Północne naroże wzmocnione jest skarpą. We wnętrzu zachowały się łuki oraz ślady po kominkach.
W pałacu funkcjonuje biblioteka, galeria oraz wystawa starych pocztówek.